# Raven van Dorst

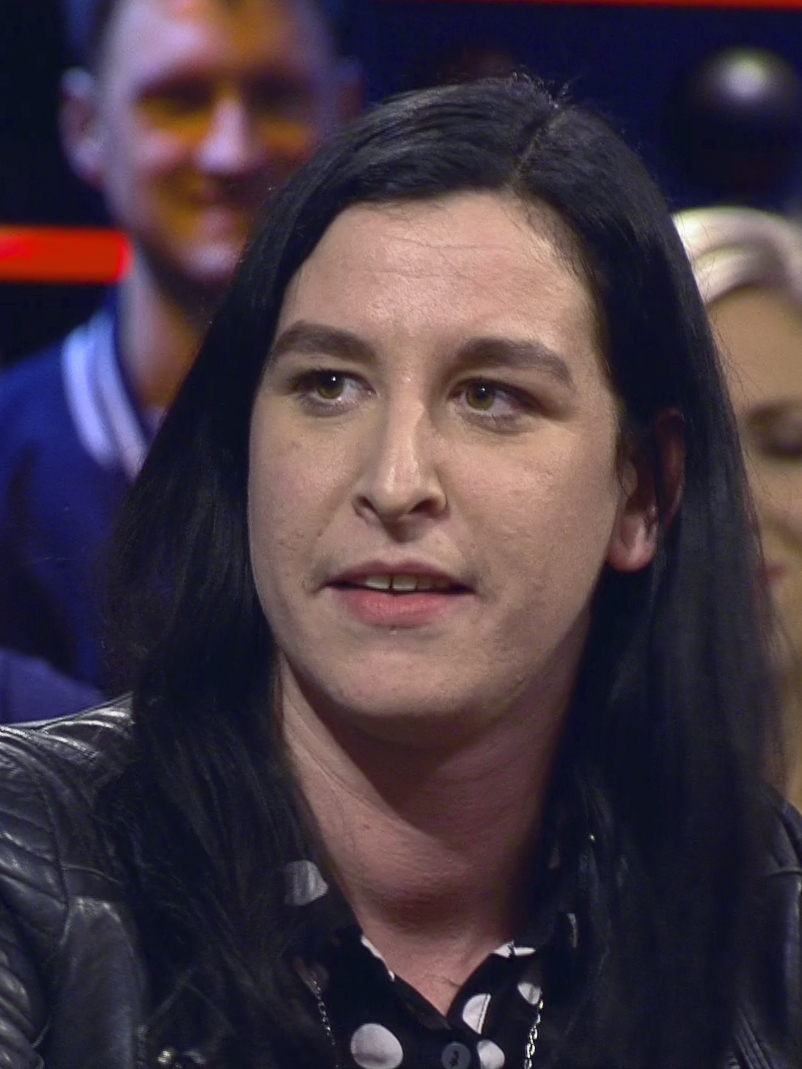
Raven van Dorst, 2018

Raven van Dorst (* 11. September 1984 in Vlaardingen als Ryanne van Dorst) ist eine niederländische Person der Rockmusik, die auch schauspielerisch tätig ist sowie Fernsehsendungen moderiert. Van Dorst singt und spielt Gitarre in der Band Dool und war früher auch unter dem Künstlernamen Elle Bandita bekannt. Raven van Dorst wurde intergeschlechtlich geboren, lebte lange mit der bei der Geburt – auch operativ – zugewiesenen weiblichen Identität und ordnet sich heute keinem Geschlecht zu.

## Musik
Van Dorst spielte anfänglich in der Girlgroup Bad Candy. Nachdem Van Dorst die Band 2004 verlassen hatte, begann eine Solokarriere, aber es gab  daneben auch Auftritte als Ryanne Riot bei der Pop-Punkband The Riplets. Nach ihrer Auflösung 2008 sprang Van Dorst zeitweilig als Ersatzmitglied der Amsterdamer Indie-Rock-Band Voicst ein, da der Sänger einen Armbruch auskurieren musste. Als Gitarristin der Garage-Punkband Anne Frank Zappa veröffentlichte Van Dorst 2010 die (Vinyl-)EP AFZ.

### Elle Bandita

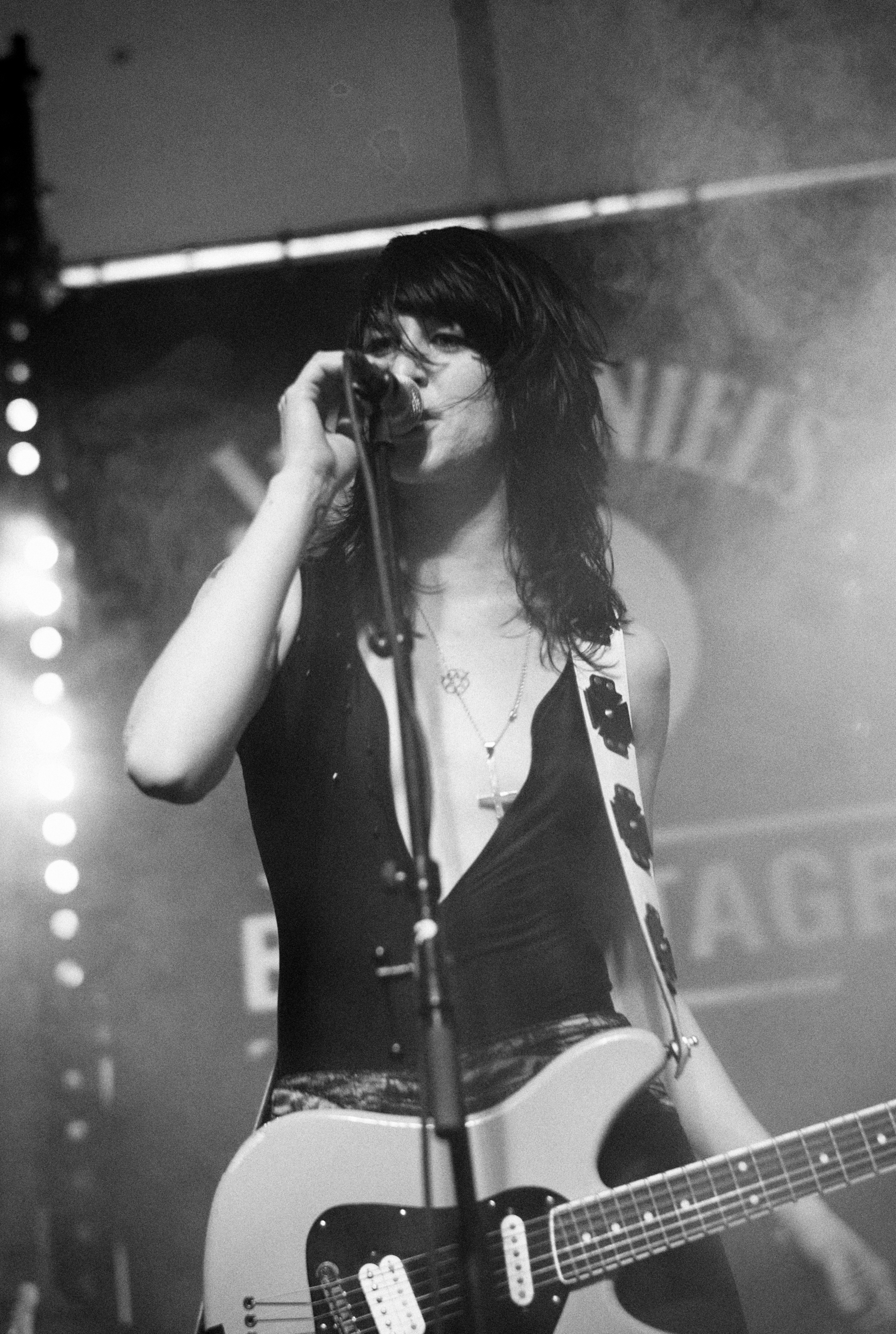
Van Dorst, 2009

Van Dorst brachte im Dezember 2005 unter dem Namen Elle Bandita eine erste Soloplatte raus mit dem Titel Love Juice. Danach folgten die Alben Queen of Fools (2009) und Elle Bandita (2014). Seit Queen of Fools wurde Van Dorst auf der Bühne von einer Live-Band begleitet. Mit ihr trat die Künstlerin auf dem Metropolis Festival in Rotterdam auf, wie auch auf dem The Great Escape (VK), Lowlands und im Melkweg in Amsterdam. Im Januar 2019 dann erklärte Van Dorst das Alter Ego 'Elle Bandita' endgültig hinter sich gelassen zu haben.

### Band Dool
In 2016 wurde Van Dorst Mitglied der niederländischen Rockband Dool. Im darauf folgenden Jahr erschien das Album Here Now, There Then. Hieraus wurden die Singles Oweynagat und 'She Goat' ausgekoppelt, 2017 die Singles Vantablack und 'Golden Serpents'. 2019 folgte die EP Love Like Blood, worauf neben dem Titelsong zwei Live-Versionen von She Goat und In Her Darkest Hour zu hören sind.
Am 10. April 2020 erschien das zweite Album Summerland. Zuvor ausgekoppelt wurden die Singles Sulphur & Starlight und Wolf Moon. Die übliche Promotion-Tournee konnte wegen der COVID-19-Pandemie jedoch nicht stattfinden.

## Fernsehen
Van Dorst wirkte bereits 2013 in der religiös ausgerichteten Fernsehsendung Op zoek naar God des Evangelische Omroep und im Jahr darauf in Jouw Vrouw, Mijn Vrouw VIPS des Senders RTL 4 (siehe Wife Swap) mit. Das Filmdebüt gab Van Dorst in dem Fernsehfilm Dames 4. Danach nahm Van Dorst an dem Format Expeditie Robinson von RTL 5 teil und in De Slimste Mens (vergl. Der unfassbar schlauste Mensch der Welt) der Rundfunkgesellschaft KRO-NCRV teil.
2016 folgte De wereld rond in 6 stappen (etwa: Um die Welt in 6 Etappen) des Senders Net5. In diesem Format bildete Van Dorst mit der Moderatorin Zarayda Groenhart ein reisendes Duo. Von 2018 bis 2019 war Van Dorst einige Male Tischgast bei der Talkshow De Wereld Draait Door.
Ab 2017 spielte Van Dorst in der vierzehnten bis siebzehnten Staffel der Fernsehsendung Ranking the Stars.
Für BNNVARA präsentierte Van Dorst 2017 die vierteilige Fernsehserie Geslacht!. Hierin sprach die Moderatorin mit Experten und Betroffenen über Gefühle und Ausdrucksmöglichkeiten verschiedener Formen der Geschlechtsidentität: männlich, weiblich und was sich dazwischen befindet. Dies mit dem Ziel, Einblicke in abweichende Erscheinungen der bislang anerkannten heteronormativen Vorstellung zu erhalten.
Seit dem 8. September 2021 ist Van Dorst auf NPO 3 in der Fernsehsendung Boerderij van Dorst zu sehen, in der Van Dorst jede Woche in acht Folgen pro Staffel mit zwei wechselnden Prominenten auf einem Bauernhof (Boerderij) wohnt. Die dritte Staffel begann im Oktober 2022.
Während der COVID-19-Epidemie veröffentlichte Van Dorst unter dem Titel Apodcalypse (Kunstwort aus Podcast und Apocalypse) mehrmals in der Woche einen Podcast, in dem Musikveröffentlichungen besprochen wurden.

## Privatleben
Van Dorst wurde mit Hermaphroditismus verus („echter Zwitter“) geboren und nennt sich selber Hermaphrodit. Auf ärztlichen Rat ließen die Eltern von Van Dorst gleich nach der Geburt die äußerlichen männlichen Geschlechtsmerkmale operativ entfernen.
Vom November 2012 bis Juli 2014 hatte Van Dorst eine, auch häusliche, Beziehung mit dem Model Christina Curry, der Tochter von Patricia Paay und Adam Curry.
Am 5. Mai 2021 verkündete Van Dorst auf Instagram, dass Raven und nicht mehr Ryanne als Vorname gelten soll und genderneutrale Personalpronomen wie die niederländischen Ausdrucksweisen die (umfasst im Niederländischen der, die, das) und hen weiblichen Formen vorzieht (im Deutschen, bezogen auf eine Einzelperson, nicht übersetzbar).

## Auszeichnungen
- Am 7. Dezember 2021 übergab die LGBT-Vereinigung COC Nederland, anlässlich ihres 75-jährigen Bestehens, die Auszeichnung Bob Angelo Sterren an Van Dorst.[14]
- Von der Gemeinde Schiedam erhielt Van Dorst 2022 den Jillis Bruggeman Penning (ein lokaler Antidiskriminierungspreis) für den „moedige strijd tegen het genderbinaire denken“ (den mutigen Kampf gegen das geschlechter-binäre Denken)[15]

## Diskografie

### Elle Bandita
- Love Juice, Tocado, 2005 (EP)
- Queen of Fools, PIAS, 2009
- Elle Bandita, Caroline Benelux, 2014

### Riplets
- Rock, U-Sonic Records, 2007

### Anne Frank Zappa
- AFZ, 2010 (EP) Stardumb Records SDR.51, Elle Bandita – Gitarre und Gesang

### Bullerslug
- Cheer Up, Goth!, 2013

### Dool
- Here Now, There Then, 2017
- Love Like Blood, 2019 (EP)
- Summerland, 2020
- The Shape Of Fluidity, 2024

## Filmografie
| Film oder Fernsehfilm als Schauspieler   | Film oder Fernsehfilm als Schauspieler | Film oder Fernsehfilm als Schauspieler                                                                                               | Film oder Fernsehfilm als Schauspieler                                                                                               |
| Jahr                                     | Produktion                             | Rolle | Anmerkungen |
| ---------------------------------------- | -------------------------------------- | --- | --- |
| 2015                                     | Dames 4                                | Denise | Fernsehfilm |
| 2019                                     | Baantjer: het begin                    | Dr. Rusteloos | Film |
| 2019–2020                                | Baantjer: het begin                    | Dr. Rusteloos | Fernsehserie |
| 2019                                     | Der Club der hässlichen Kinder         | Mevrouw van der Ven | Film |
| 2020                                     | Soul                                   | Terry | Film (Stimme) |
| Fernsehen als Moderator und Jurymitglied |                                        | | |
| Jahr                                     | Produktion                             | Anmerkungen | Anmerkungen |
| 2017                                     | Geslacht!                              | Eigene Sendung, worin Van Dorst auf der Suche nach Gefühlen und Ausdrucksformen verschiedener Formen geschlechtlicher Identität ist. | Eigene Sendung, worin Van Dorst auf der Suche nach Gefühlen und Ausdrucksformen verschiedener Formen geschlechtlicher Identität ist. |
| 2018                                     | Holland!                               | Eigene Sendung, in der Van Dorst sich auf die Suche nach der niederländischen Identität macht.                                       | Eigene Sendung, in der Van Dorst sich auf die Suche nach der niederländischen Identität macht.                                       |
| 2019–heute                               | Nachtdieren                            | Eigene Sendung, in der Van Dorst Menschen aufsucht, die in der Nacht entweder nicht schlafen können oder wollen.                     | Eigene Sendung, in der Van Dorst Menschen aufsucht, die in der Nacht entweder nicht schlafen können oder wollen.                     |
| 2020–heute                               | Drag Race Holland                      | In der ersten Staffel noch Gast-Juror, danach festes Jurymitglied                                                                    | In der ersten Staffel noch Gast-Juror, danach festes Jurymitglied                                                                    |
| 2021                                     | Het Alternatief                        | Eigene Sendung, in der Van Dorst auf Menschen mit anderen Lebensansichten trifft.                                                    | Eigene Sendung, in der Van Dorst auf Menschen mit anderen Lebensansichten trifft.                                                    |
| 2021-heden                               | Boerderij van Dorst                    | Van Dorst „wohnt“ mit zwei niederländischen Prominenten auf einem Bauernhof in Apeldoorn                                             | Van Dorst „wohnt“ mit zwei niederländischen Prominenten auf einem Bauernhof in Apeldoorn                                             |
| Fernsehen als Teilnehmer                 |                                        | | |
| Jahr                                     | Produktion                             | Anmerkungen | Anmerkungen |
| 2013                                     | Op zoek naar God                       | eine Woche im Kloster | eine Woche im Kloster |
| 2014                                     | Jouw Vrouw, Mijn Vrouw VIPS            | mit der damaligen Lebenspartnerin Christina Curry                                                                                    | mit der damaligen Lebenspartnerin Christina Curry                                                                                    |
| 2015                                     | Expedition Robinson                    | Teilnahme an der 16. Staffel | Teilnahme an der 16. Staffel |
| 2015                                     | De Slimste Mens                        | Einmalige Teilnahme | Einmalige Teilnahme |
| 2016                                     | De wereld rond in 6 stappen            | in Reisegesellschaft mit Zarayda Groenhart                                                                                           | in Reisegesellschaft mit Zarayda Groenhart                                                                                           |
| 2017–heute                               | Ranking the Stars                      | Jurymitglied | Jurymitglied |
| 2017                                     | Risky Rivers                           | bereiste einen Fluss in Nepal mit Maxim Hartman                                                                                      | bereiste einen Fluss in Nepal mit Maxim Hartman                                                                                      |
| 2017                                     | Celebrity City Trip                    | in Reisegesellschaft mit Rick Brandsteder                                                                                            | in Reisegesellschaft mit Rick Brandsteder                                                                                            |
| 2018                                     | Het Perfecte Plaatje                   | Teilnahme in der dritten Staffel, schied kurz vor dem Finale aus                                                                     | Teilnahme in der dritten Staffel, schied kurz vor dem Finale aus                                                                     |
| 2018–2019                                | De Wereld Draait Door                  | Gast | Gast |
| 2020                                     | De gevaarlijkste wegen van de wereld   | Teilnehmer zusammen mit Famke Louise                                                                                                 | Teilnehmer zusammen mit Famke Louise                                                                                                 |
| 2020-heute                               | Wie van de Drie                        | Jurymitglied | Jurymitglied |